# Большая Вишнёвка
Большая Вишнёвка — река в России, протекает по Тамбовской области. Устье реки находится в 21 км по левому берегу реки Вишнёвка. Длина реки составляет 13 км, площадь водосборного бассейна — 74,8 км².

## Данные водного реестра
По данным государственного водного реестра России относится к Донскому бассейновому округу, речной подбассейн реки — бассейны притоков Дона до впадения Хопра. Речной бассейн реки — Дон (российская часть бассейна).
Код объекта в государственном водном реестре — 05010100512107000002498.